# Aeropuerto de Chabelley
El Aeropuerto de Chabelley o el Aeródromo de Chabelley (en francés: aéroport de Chabelley o bien aérodrome de Chabelley) (IATA: CBA, ICAO: HDCH) es una pista de aterrizaje aislada en Chabelley, situada a unas 6 millas al suroeste de la ciudad de Yibuti, la capital del país africano del mismo nombre.
En septiembre de 2013, comenzó a servir como base temporal de EE. UU. para aviones militares no tripulados.  La decisión se produjo después de que el Gobierno de Yibuti expresó su preocupación por una serie de accidentes de aviones no tripulados recientes y los accidentes en la base naval expedicionario estadounidense Campamento Lemonnier, que sirve como un centro de operaciones antiterroristas en Yemen y Somalia. Las autoridades de Yibuti en consecuencia, pidieron a las autoridades de Estados Unidos reubicar a los aviones no tripulados en Chabelley que rara vez se utiliza. Hasta ahora, la pista de aterrizaje Chabelley había sido reservada exclusivamente en caso de necesidad de dispositivos militares franceses.